# الجميل (ليبيا)
الجّميل مدينة ليبية تقع جنوب مدينة زوارة بحوالي 10 كم جنوباً، وغرب مدينة صبراتة وتبعد عن العاصمة طرابلس 100 كم غرباً.وتبعد 60 كم عن حدود تونس ويبلغ عدد سكانها 25699 ألف نسمه حسب إحصاء عام 2012، وكانت تعتبر مدينة الجميل أكبر مدينة في شعبية النقاط الخمس (سابقًا) من حيث المساحة والسكان

## أصل التسمية وتاريخ المدينة
جاء مسمى الجّميل من جٌمَيْل وهوصيغة تصغير جمل (حيوان الجمل) 
تم ذِكر الجميل في كتاب معجم البلدان الليبية للكاتب طاهر الزاوي التي صدر عام 1968 ، حيث ذكر أنها كانت أرض بادية السعفات والحميدات والنوائل قديماً، وهم من القبائل التي استوطنت غرب ليبيا، وكان يُقام بها سوق  للحيونات الرعوية وللمصنوعات البادية كحقائب الشّعر  

### التاريخ الإداري للمدينة
- كان بدابة الانقسام الإداري في ليبيا أثناء فترة الحكم العثماني، حيث كانت ليبيا تدعى بولاية طرابلس الغرب وكان يُستخدم نظام السناجق والأقضية في تقسيم البلاد وكانت الجميل تابعة لسنجق طرابلس قضاء زوارة
- منذ عام 1927 إلى 1934 أثناء الاستعمار الإيطالي كانت الجميل تابعة إلى مقاطعة طرابلس الإيطالية، في حين أن مناطق شرق ليبيا أطلق عليها مقاطعة برقة الإيطالية
- من عام 1934 إلى عام 1963 كانت المدينة تابعة لمقاطعة طرابلس حيث تم تقسيم البلاد إلى ثلاث مقاطعات هم برقة وفزان وطرابلس
- من عام 1963 أثناء فترة المملكة الليبية وبعد تشكيل نظام المحافظات كتقسيم إداري، أصبحت الجميل تابعة لمحافظة الزاوية
- من عام 1983 وبعد تبني نظام البلديات عوضاً عن المحافظات اُعتبرت الجميل لأول مرة بلدية منفصلة
- عام 1987 اُدرجت الجميل لبلدية زوارة، بعد تقليص عدد البلديات في ليبيا من 25 إلى 13
- من عام 1998 وبعد تغير نظام البلديات بنظام الشعبيات أصبحت الجميل تابعة لشعبية النقاط الخمس

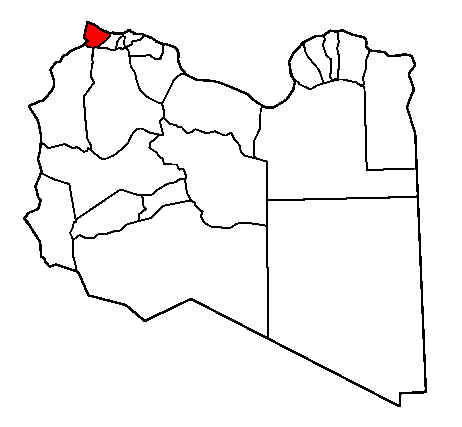
خرطة توضح التقسيم الاداري لشعبيات ليبيا من عام 2007 إلى 2011، تظهربها شعبية النقاط الخمس ، التي كانت الجميل تابعه لها ، ملونة باللون الأحمر

- من عام 2013 أصبحت الجميل بلدية منفصلة بذاتها، ومن ثَم انقسمت إلى بلدية المنشية وبلدية جميل المركز[6][7][8]

## السكان

### التركيبة السكانية والدين
تعتبر جميل كغيرها من مدن ليبيا خليط من القبائل، ومن تلك القبائل: قبائل النوائل وهي أكبرهم إلى جانب قبائل السعفات والحميدات  والصيعان والربائع والجليدات ومن جانبهم قبائل رقدالين الموسيين والقشاشطة وأولاد خليفة ورأس عطية، أما عن الدين، فيعتنق سكان مدينة الجميل من أهل المدينة والمقيمين بها على حد سواء الإسلام كأغلبية عٌظمى، إلى جانب أقليات من الجاليات المقيمة بالمدينة الذين يعتنقون ديانات أخرى   كما هو الحال بكافة أنحاء البلاد، ولا توجد في المدينة دور عبادات إلا الإسلامية منها، منتشرة وموزعة بكافة أنحاء المدينة

## التقسيم الإداري
مدينة الجميل هي المركز الرئيسي لبلدية الجميل وتحتوي على عدد من المناطق كما تضم ادارياً مناطق أخرى:-
المنشية تقع في شمال وشمال شرق المدينة وبها مقر مجمع القطاعات (البلدية)خاصة بها 
وسط المدينة ويضم أهم الشوارع داخل المدينة منها الشارع الرئيسي وشارع الضمان المتفرع منه الذي يضم أغلب المناطق التجارية والمنشآت الخدمية والحكومية في المدينة، كما تضم مركز بلدية المدينة ومقر اللجنة التسيرية 

### التوابع الإدارية الأخرى:-
وهي المناطق التالية: (المكمن) تقع في شمال شرق المدينة، (أم حبيش) و (حشانة- أم عزيز) جنوب المدينة و (الذواودة -أبو طينة -العقربة) في جنوب غرب المدينة  ، و (البئر الحلو- وأبو قرعة -والعرقوب) و (الجنان بن نصيب)  بالإضافة إلى (ابي عرادة - الرضوان) شرق وجنوب شرق المدينة  ،(المخروصة) في غرب المدينة و (حمدة -ذراع السودان) في غرب وجنوب غرب المدينة 
عسكرياً تتبع قاعدة الوطية الجوية (قاعدة عقبة بن نافع سابقاً) وهي قاعدة عسكرية جوية بلدية ومدينة الجميل إدارياً، لكنها خارج نطاق حدودها حيث تبعد عن المدينة بأكثر من 45 كم جنوباً 

## الطرق
تُربط أحياء مدينة جميل بعدة طرق داخلية، يُعتبر (الشارع الرئيسي) الممتد من جزيرة بن حامد، هو الشريان الرئيسي للمدينة والمتفرع منه باقي الشوارع
يتفرع من الشارع الرئيسي شارع الهداية شمالا من الشارع الرئيسي كما يقابل شارع الضمان الشارع الرئيسي في منتصف المدينة 
أما عن الطرق الخارجية التي تربطها بالمدن والمناطق المجاورة، طريق (رأس عطية -رقدالين) من الغرب، طريق العجيلات الجديدة من الشرق، طريق زوارة من الشمال وطريق الوطية من الجنوب

## الأنشطة الاقتصادية
الزراعة
تشتهر المنطقة بالزراعة بالدرجة الأولى ومن أشهر مزروعاتها الزيتون العنب، التين، اللوز والنخيل.
وأقيم مهرجان الزيتون لأول مرة في المدينة في 24 و 25 من شهر فبراير 2020  حيث شارك مزارعين مدينه الجميل ب 24 جنحاً، وقد تم عرض في المهرجان أنواع مختلفة من زيت الزيتون، ولم يقتصر الحضور من المدينة وحسب، بل لقى حضور أيضا من عدة مدن أخرى منها (زوارة، مسلاته، رقدالين، غريان ويفرن)، ويعتبر أول دورة لمهرجان الزيتون في مدن غرب ليبيا (المنطقة الغربية للبلاد) ، وشارك مركز تنمية الصادرات التابع لوزارة الاقتصاد في حكومة الوفاق، ووزارة الزراعة وتم المهرجان تحت إشراف قطاع الزراعة والتربية الحيوانية بالمجلس البلدي لمدينة الجميل.
الصناعة

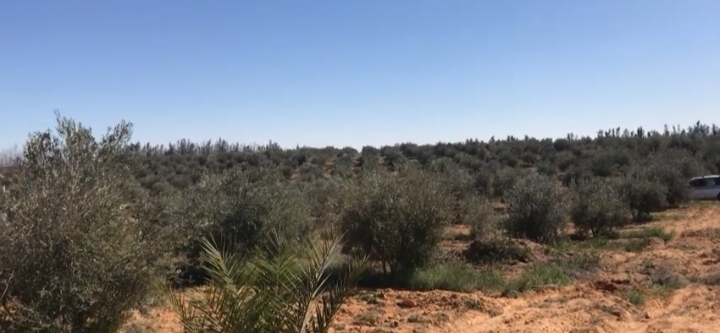
إحدى مزارع الزيتون في مدينة الجميل

كما يوجد بها عدد من المصانع والتشاركيات الصناعية الصغيرة كمصنع تشكيل الحديد.وشركة اورنج للاتصالات والتقنية التي تقدم اسرع إنترنت في ليبيا
التجارة
كما تعتبر مدينة الجميل إحدى أهم المدن في المنطقة الغربية من حيث التجارة والتسوق.

## التعليم
ويوجد بمدينة الجميل عدد من المؤسسات التعليمية المختلفة من التعليم الأساسي والمتوسط التخصصي والثانوي
ومنها:-
- مدرسة الأمل الثانوية[26]
- مدرسة الشموخ الابتدائية للتعليم الأساسي [27][28]
- مدرسة الشهيد زايد الطبيب[29]
- مدرسة ثانوية الشهيد الواعر[30]
- مدرسة القادسية[31]
- مدرسة الجميل الثانوية[32]
- مدرسة القدس للتعليم الأساسي[33]

وهي من المدارس المميزة في هذة المدينة، التي ظهرت بصورة مشرفة جدا استحقت بها أن تكون من أفضل المدارس الليبية.
وتولى هذه المدينة اهتمام واضح بالتعليم فتلاحظ طلبتها هم الأوائل في أغلب المسابقات التي تقام على مستوي شعبية النقاط الخمس التي تضم كلا من (الجميل - زوارة - صبراته - العجيلات - رقدالين - زلطن)
أما بالنسبة للتعليم الجامعي:- فتضم الجميل المعهد العالي للعلوم والتقنيات الطبية  و كلية الصحة العامة وكلية الآداب التابعتان لجامعة صبراتة 

## الصحة
تحتوي المدينة على عدد من المراكز الصحية والمنشآت الخدمية الطبية منها الشاملة والتخصصية، ومنها:-
مستشفى الجميل العام، وتعتبر المستشفى المركزية الشاملة الوحيدة للمدينة 
مستشفى النساء والتوليد
مصحة المرأة التخصصية
مصحة دار الشروق 
مصحة الصفوة الطبية 
جمعية وعيادات الهلال الأحمر الليبي فرع الجميل 
بالإضافة لمركز تأهيل المعاقين الذي أُسس حديثاً وتم افتتاحه عام 2021. كما توجد عيادات تخصصية أخرى وتتوزع المستوصفات الطبية في أنحاء المدينة

## الرياضة والثقافة
تحتوي المدينة على مراكز ومنشئات رياضية وثقافية مخصصة للشباب والأطفال التي تقدم خدمات عديدة وتشاطات بدنية وذهنية منها:-

### نادي المستقبل الليبي
يوجد بمدينة الجميل نادي المستقبل الرياضي وهو نادي لكرة القدم والكرة الخماسية ، ويضم النادي فريق المستقبل الرياضي لكرة القدم كمقر رئيسي له، يضم النادي الملعب الرئيسي وصالة للألعاب الجماعية وملعب كرة قدم خماسية وملعب للتدريب بالإضافة إلى مدرجات تسع لأكثر من ستة آلاف متفرج، له مشاركات عديدة في المباريات المحلية في كافة أنحاء ليبيا  أنشئ عام 1966 أثناء الفترة المملكة الليبية وتم اعتماده وترخيصه عام 1972 ولكن الانطلاقة الفعلية للنادي والفريق كانت عام1990 عند مشاركته بالموسم الرياضي 1990-1991كأول مشاركة في مباراة رسمية له، كما استضاف النادي لأول مرة على أرضه مباريات الدوري الليبي الممتاز موسم 2005-2006 بينما كانت أول مشاركة للفريق في الدوري الليبي الممتاز في موسم 2004 -2005

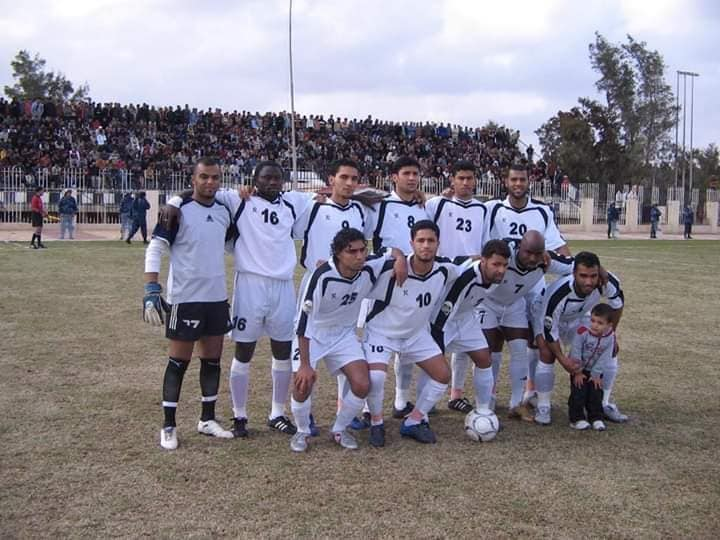
فريق نادي المستقبل في الدوري الليبي الممتاز موسم 2005-2006 بمدينة الجميل

في بداية عام 2022 ، تم إعادة ادراج النادي ضمن الملاعب المعتمدة لاستقبال الدوري الليبي الممتاز موسم 2021-2022 بعد تأهيله وصيانته
كما توجد نوادي وملاعب أخرى بالمدينة أحدهم ملعب كرة القدم الخماسية بالمنشية، والآخر ملعب النخيل جنوب المدينة.

### مركز بيت الشباب بالجميل
يوجد مركز بيت الشباب وهو فرع من الفروع التابعة لجمعية لبيوت الشباب الليبية، تم تأسيس فرعه في الجميل عام 1993، وله علاقات جيدة بعدد من مراكز بيوت الشباب على مستوى المنطقة والعالم العربي

### مراكز الكشافة بالمدينة
كما يوجد عدد فوجين من الكشافة أحدهما هو مفوضية كشاف ومرشدات السهل الغربي الذي اتخذ الجميل مقرا لُه، والذي يحفل بتاريخ مشهود له على المستويين المحلي والعربي وله لمساته وأنشطته الواضحة خاصة على المستوى المحلي، والأخر فوج المنشية للمرشدات والكشاف بالمنشية شمال المدينة 

## خدمات ترفيهية
تُبث من المدينة برامج إذاعية مسموعة عبر مقر إذاعة راديو الجميل ويتم تقديم من خلاله برامج ترفيهية وثقافية  ، كما توجد حديقة عامة في وسط الجميل وتُعتبر متنزه لسكان المدينة
و قد لاحظت هذه المدينة تغيراً كبيرا من حيث الجمال حيث تم تمهيد العديد من الطرق الجديدة وإنشاء الحدائق.